# The Meaning of Mariah Carey
The Meaning of Mariah Carey es una memoria de Mariah Carey, publicada el 29 de septiembre de 2020. Fue escrita con Michaela Angela Davis y publicada por Andy Cohen Books, un sello de Henry Holt, así como en formato de audiolibro leído por La propia Carey en Audible. El libro navega por las complejas tensiones raciales, sociales, culturales y familiares asociadas con la educación de Carey como mujer birracial en Long Island, Nueva York. Esto se enmarca junto con descripciones de primera mano de los triunfos y luchas personales y profesionales del cantante, y se intercala con fragmentos de la producción de canciones de Carey.
Las memorias fueron recibidas con elogios de la crítica y un éxito comercial, convirtiéndose en el número uno en ventas del New York Times después de su primera semana de publicación. Para promocionar las memorias, Carey hizo una serie de apariciones públicas en diversos programas de entrevistas, incluida una entrevista con Oprah Winfrey en The Oprah Conversation.

## Antecedentes
Mariah Carey había considerado escribir unas memorias desde 2010, cuando estaba embarazada de sus gemelos Marruecos y Monroe. En los dos años previos al lanzamiento de The Meaning of Mariah Carey, le contó historias a la coguionista Michaela Angela Davis. Se rumoreó por primera vez sobre el libro en abril de 2018, y Carey reconoció que estaba trabajando en él durante las apariciones promocionales de su decimoquinto álbum de estudio Caution (2018). El 9 de julio de 2020, anunció que las memorias estaban completas y posteriormente publicó el libro el 29 de septiembre de 2020.

## Contenido
El libro incluye un prefacio y un epílogo y se divide en cuatro partes: "Wayward Child", "Sing. Sing.", "All That Glitters" y "Emancipation". Se centra en la infancia, la carrera y las relaciones personales y profesionales de Carey, con menos atención en los acontecimientos posteriores a 2001. Además de la trama, se explican las inspiraciones y significados de muchas de las canciones de Carey y, a menudo, van acompañadas de extractos de ellas. Ocasionalmente, los capítulos comienzan o terminan con letras de las canciones de Carey como epígrafes, y se incorporan versículos de la Biblia.
Los medios de comunicación señalaron que los hombres asociados con ella, como Eminem y su ex prometido James Packer, están ausentes. Su papel como juez en American Idol y su enemistad con Nicki Minaj no son reconocidos. Ella explicó: "Si alguien o algo no se relaciona con el significado real de Mariah Carey, como es el título, entonces no está en el libro".

### Resumen de la trama
Carey fue testigo de peleas violentas entre su hermano mayor Morgan y sus padres Alfred y Patricia a una edad temprana. Usó la música como escape y cantó canciones de cuna. Patricia y una amiga de la infancia reconocieron el talento vocal de Carey; su validación fue su razón de ser. Inmersa en la música como profesión antes de ser adolescente, Carey estaba "aprendiendo el oficio, participando en sesiones improvisadas con músicos de jazz consumados con [Patricia] y desarrollando las habilidades de scatting e improvisación". La relación se deterioró después de que Patricia le advirtiera a Carey: "Sólo debes esperar que algún día te conviertas en la mitad de cantante que soy". Carey fue descuidada y Patricia ignoró su seguridad. Se sentía inferior debido a su cabello enmarañado y descuidado y a sus experiencias con el racismo, incluido el hecho de que un grupo de chicas blancas la llamaran negra. Su relación con su hermana mayor Alison "era una manipulación disfrazada de amor"; llevó a Carey, de doce años, a un prostíbulo y su novio proxeneta besó a Carey en un autocine. Alison drogó a Carey y le provocó quemaduras de tercer grado.
Después de graduarse de la escuela secundaria, Carey se mudó a la ciudad de Nueva York. Comenzó a trabajar con otros artistas como Brenda K. Starr, quien le presentó al ejecutivo discográfico Tommy Mottola. Carey firmó con su sello, Columbia, y entablaron una relación de trabajo. Mottola hizo gestos románticos y ella se sintió atraída por él por la "sensación de hogar" que le brindaba. Mottola estaba decidido a casarse con ella y Carey estuvo de acuerdo con la esperanza de que él aflojara su control sobre su vida.  El matrimonio se volvió tenso tan pronto como su luna de miel y "el control y el desequilibrio de poder... se aceleraron". Mottola sofocó la voz de Carey, eliminó la oscuridad de su música y apariencia, y le impidió darse cuenta de que los demás la apreciaban. Como fue monitoreada con cámaras de seguridad y un sistema de intercomunicación dentro de la casa y seguida en secreto por la seguridad de Mottola cuando salía de ella, Carey se compara a sí misma con una cautiva en una prisión. Mientras él "trataba de destruirla", ella comenzó una relación encubierta con el jugador de béisbol profesional Derek Jeter, y sus encuentros profundizaron su música en Butterfly (1997). Junto con Jeter, Carey se separó de Mottola después de que él le pasó un cuchillo de mantequilla por la cara. Ella se divorció de él y dejó Columbia por Virgin Records.
El primer álbum de Carey en su nuevo sello sería la banda sonora de la película Glitter (2001). Mottola continuó ejerciendo control sobre su carrera interfiriendo tanto en la película como en el álbum. Para fastidiarla después de dejarlo, el guion se volvió reduccionista y dos de las canciones de la banda sonora se utilizaron para crear canciones con sonido similar para Jennifer López. Combinado con su agenda exigente, la intromisión de Mottola y un frenesí de los tabloides sobre su aparición en Total Request Live de MTV, Carey quedó paralizada por la ansiedad, el miedo y el cansancio. Al no haber dormido casi en casi una semana, Morgan le indicó que descansara en la casa de su madre. Patricia despertó a Carey y le dijo que volviera a trabajar. Carey arremetió verbalmente contra Patricia, quien llamó a la policía. Morgan convenció a Carey para que ingresara en dos instalaciones, las cuales no se adaptaban a sus necesidades. Fue liberada del segundo después de los ataques del 11 de septiembre y pasó a promover Glitter. Carey entró en terapia y le diagnosticaron somatización. Se dio cuenta de que su familia "observaba y esperaba que [ella] cayera, como carroñeros, para poder controlar [su] fortuna", y le aconsejaron que ya no tuviera contacto con sus hermanos.
Carey dejó Virgin para Universal Records y grabó Charmbracelet (2002), "un lugar de refugio, curación y crecimiento que hizo posible que [ella] floreciera nuevamente". Antes de su liberación, hizo las paces con Alfred antes de que él muriera y se dio cuenta de que él estaba orgulloso de ella. Se volvió a conectar con Dios al rebautizarse y comenzar un estudio de la Biblia de tres años. Carey apreció el éxito comercial de The Emancipation of Mimi (2005) y la respuesta crítica a su papel en Precious (2009) por su capacidad para hacer que tanto el público como ella misma dejaran Glitter. Después de comenzar una relación con el artista Nick Cannon, rápidamente se casaron para tener hijos. Dio a luz a gemelos tras un aborto espontáneo y los considera la prueba viviente de que un "ciclo de quebrantamiento" puede terminar. Más tarde, la pareja se divorció porque "hacer los ajustes necesarios para ser padres que trabajan en el entretenimiento pasó factura". Carey estaba encantada de que "All I Want for Christmas Is You" alcanzara el número uno en la lista musical Billboard Hot 100 de Estados Unidos por primera vez en 2019 y expresa lo realizada que se siente ahora como persona.